# Имоџен
Имоџен (енгл. Imogen) је љубавни роман енглеске списатељице Џили Купер објављен 1978. године. Радња прати младу жену, Имоџен, коју на летњи одмор на Француску ривијеру позива њена симпатија, професионални тенисер Ники Бересфорд. На одмору се Имоџен заљубљује у неког другог, а та љубав јој бива узвраћена. Ово је шести роман у Купериној серији љубавних романа, иако су критичари углавном били разочарани карактеризацијом Имоџен као „бескичмене“ и са мало развоја у роману.

## Радња
Прича прати библиотекарку Имоџен Броклхерст, чије је клаустрофобично васпитање уз оца викара у селу у Јоркширу значило да је имала мало искуства у везама или сексу. Она на локалном мечу упознаје познатог тенисера Никија Бересфорда, који почиње да јој се удвара. Он је на крају позива на одмор на Француску ривијеру са својим пријатељима Метом и Кејбл, како би коначно могао да спава са њом. Имоџен стиже на одмор у половној одећи и са немодерном фризуром, што је не чини привлачном у поређењу са манекенком Кејбл.
Мет, познати новинар, и његова партнерка Кејбл се често свађају током одмора, и (можда из ината према Кејбл) он води Имоџен код фризера и купује јој неколико нових одевних комбинација. Захваљујући томе, много више људи је импресионирано њеним изгледом. Пошто је Мет тако добар према њој, а Ники често окрутан док флертује са другим женама, она почиње да се заљубљује у Мета. Када Имоџен спасе давеће дете, она не схвата да су дечакови родитељи људи које Мет очајнички жели да интервјуише. У замену за спасавање живота њиховог сина, они нуде Имоџен шта год пожели, а она тражи да Мету дају интервју. Ова љубазност, као и друге Имоџенине особине, на крају доводе до тога да се и Мет заљуби у њу.

## Ликови
- Имоџен Броклхерст
- Ники Бересфорд
- Метју О’Конор
- Енид 'Кејбл' Сагден

## Пријем
Роман је заснован на Купериној краткој причи The Holiday Makers, која је први пут објављена у часопису 19. Након објављивања, The Bookseller је описао роман као „паметну ствар“ намењену „полу-софистицираној“ читалачкој публици. The Observer је описао роман као пун „игара речима“ и навео да се Куперино писање „побољшава са сваком књигом“. Следеће године, The Bookseller је описао роман као шести у серији љубавних романа Џили Купер, напомињући да је првих пет продато у преко 340.000 примерака. Касније исте године, The Wokingham Times описао је Имоџен као Куперину „најбескичменију јунакињу“ и сугерисао да читаоци купе само једну од њених књига, јер су шале веома сличне у свима. Насупрот томе, The Bolton News је био наклоњен насловној јунакињи и описао је роман као дело које се бави Имоџенином „кризом савести пред материјалистичким друштвом“ са „суптилношћу и деликатношћу“.
Пишући 2011. године у чланку о имењацима у књижевности, Имоџен Расел Вилијамс је описала како је била разочарана када је прочитала дело, јер се лик Имоџен није трансформисао кроз љубав, већ је на крају остала иста „стидљива, невино и девојачки пегава“ жена. У рецензији Купериних дела из 2018. године, Сара Менинг је описала како је, као млађој читатељки, Имоџенино завођење од стране неког „неваљалца“ деловало узбудљиво. Такође је описала Имоџенин лик као „неспретан“. Исте године, часопис Red навео је Imogen као један од најбољих Купериних романа. Године 2023. ирска новинарка Емили Хорикан изјавила је да би изабрала Imogen и друге романе из Куперине љубавне серије као своју специјалну тему у квизу Mastermind.

## Анализа
Роман се цитира као пример у академским текстовима на различите теме, укључујући привлачност Француске ривијере за англоамеричку културу, и културну анализу кохабитације 1970-их. Године 2017. у својој књизи The Gender Games, списатељица Џуно Досон рођена у Бредфорду описала је како јој је опсесија „ултра-гламурозним“ корицама романа попут Imogen у детињству дала осећај да „није баш добра у томе да буде дечак“.